# Benjamin Verdonck
Benjamin Verdonck (Antwerpen, 1972) is een Vlaams beeldend kunstenaar en acteur die vaak de openbare ruimte opzoekt.
Hij deed dat eerder met Bara/ke 2000, een boomhut op het Baraplein in Brussel en het Sint-Jansplein in Antwerpen, of hirondelle/dooi vogeltje/the great swallow, een vogelnest op 32 meter hoogte in Brussel, en later ook in Birmingham en Rotterdam. Andere producties zijn 313/Misschien wisten zij alles, Global Anatomy (met Willy Thomas), WEWILLLIVESTORM en Nine Finger (met Alain Platel en Fumiyo Ikeda). Nine Finger kende een uitgebreide internationale tournee en werd uitgenodigd voor het Festival van Avignon 2007. Ook WEWILLLIVESTORM was te gast in Avignon 2008.
Benjamin Verdonck wordt ondersteund door Toneelhuis, KVS en Campo. In 2005 was hij genomineerd voor de Vlaamse Cultuurprijs voor Podiumkunsten.